# Điệp quạt
Điệp quạt hay sò điệp quạt (Danh pháp khoa học: Mimachlamys) là một chi động vật thân mềm hai mảnh vỏ trong họ Pectinidae. Chúng phân bố ở Việt nam, điệp được phân bố tập trung ở khu vực biển Trung Bộ, đặc biệt nhiều nhất là vùng biển Bình Thuận và nhiều nơi khác trên thế giới

## Đặc điểm
Các loài trong chi này có vỏ dạng gần hình tròn, chiều dài và chiều cao xấp xỉ bằng nhau, trên dưới 100mm, vỏ trái hơi lõm sâu hơn vỏ phải, màu sắc vỏ rất đa dạng, vàng nâu, tím, đỏ nhạt. Mặt vỏ có khoảng 23 gờ phóng xạ lớn có 3 gờ phóng xạ nhỏ, các phiến sinh trưởng sắp xếp khít nhau thành dạng vảy. Ở vỏ phải, tai trước và sau chênh lệch rất lớn. Tai trước hình tam giác, trên có 4 gờ phóng xạ thô, phần dưới hình gợn sóng, lỗ tơ chân lớn mép có răng cưa.
Tai sau vỏ phải hình tam giác trên đó gờ phóng xạ mịn hơn. Mặt trong của vỏ màu vàng nâu. Vết cơ khép vỏ tròn nằm ở giữa vỏ lệch về phía sau phần lưng. Bản lề màu nâu sẫm nằm trong lòng bản lề hình tam giác. Kích thước thông thường là 50-60mm, cá thể lớn có kích thưứoc 70mm không nhiều. 

## Các loài
Chi này gồm các loài:
- Mimachlamys albolineata
- Mimachlamys asperrima
- Mimachlamys australis
- Mimachlamys cloacata
- Mimachlamys crassicostata:
- Mimachlamys gloriosa
- Mimachlamys nobilis: Sò điệp hay sò quạt
- Mimachlamys sanguinea
- Mimachlamys senatoria
- Mimachlamys townsendi
- Mimachlamys varia